# Синьцзян (Юньчэн)
Синьцзя́н (кит. упр. 新绛, пиньинь Xīnjiàng) — уезд городского округа Юньчэн провинции Шаньси (КНР).

## История
При империи Северная Вэй в 427 году была создана область Дунъюн (东雍州). При империи Северная Чжоу в 560 году область Дунъюн была переименована в Цзянчжоу (绛州). При империи Суй в 598 году был создан уезд Чжэнпин (正平县). При империи Мин в 1368 году уезд Чжэнпин был расформирован, а территория перешла под прямое управление властей области Цзянчжоу. При империи Цин в 1724 году область была поднята в статусе до «непосредственно управляемой» (绛直隶州). После Синьхайской революции в Китае была проведена реформа структуры административного деления, в ходе которой области были упразднены, поэтому Непосредственно управляемая область Цзянчжоу была расформирована, а на землях, подчинявшихся ранее напрямую областным структурам, в 1913 году был образован уезд Синьцзян.
В 1949 году был создан Специальный район Юньчэн (运城专区), и уезд вошёл в его состав. В 1954 году Специальный район Линьфэнь был объединён со Специальным районом Юньчэн (运城专区) в Специальный район Цзиньнань (晋南专区). В 1958 году уезд был расформирован, но в 1961 году создан вновь. В 1970 году Специальный район Цзиньнань был расформирован, а вместо него образованы Округ Линьфэнь (临汾地区) и Округ Юньчэн (运城地区); уезд вошёл в состав округа Юньчэн. В 2000 году постановлением Госсовета КНР округ Юньчэн был преобразован в городской округ Юньчэн.

## Административное деление
Уезд делится на 8 посёлков и 1 волость.

## Культура
Синьцзян является важным центром изготовления лаковых резных изделий, особенно в технике «тиси» (она зародилась на этих землях ещё в эпоху империи Хань). Сохранением ремесла занимается Цзянчжоуский институт исследований и производства изделий из прорезного лака «тиси».